# Гражданская авиация

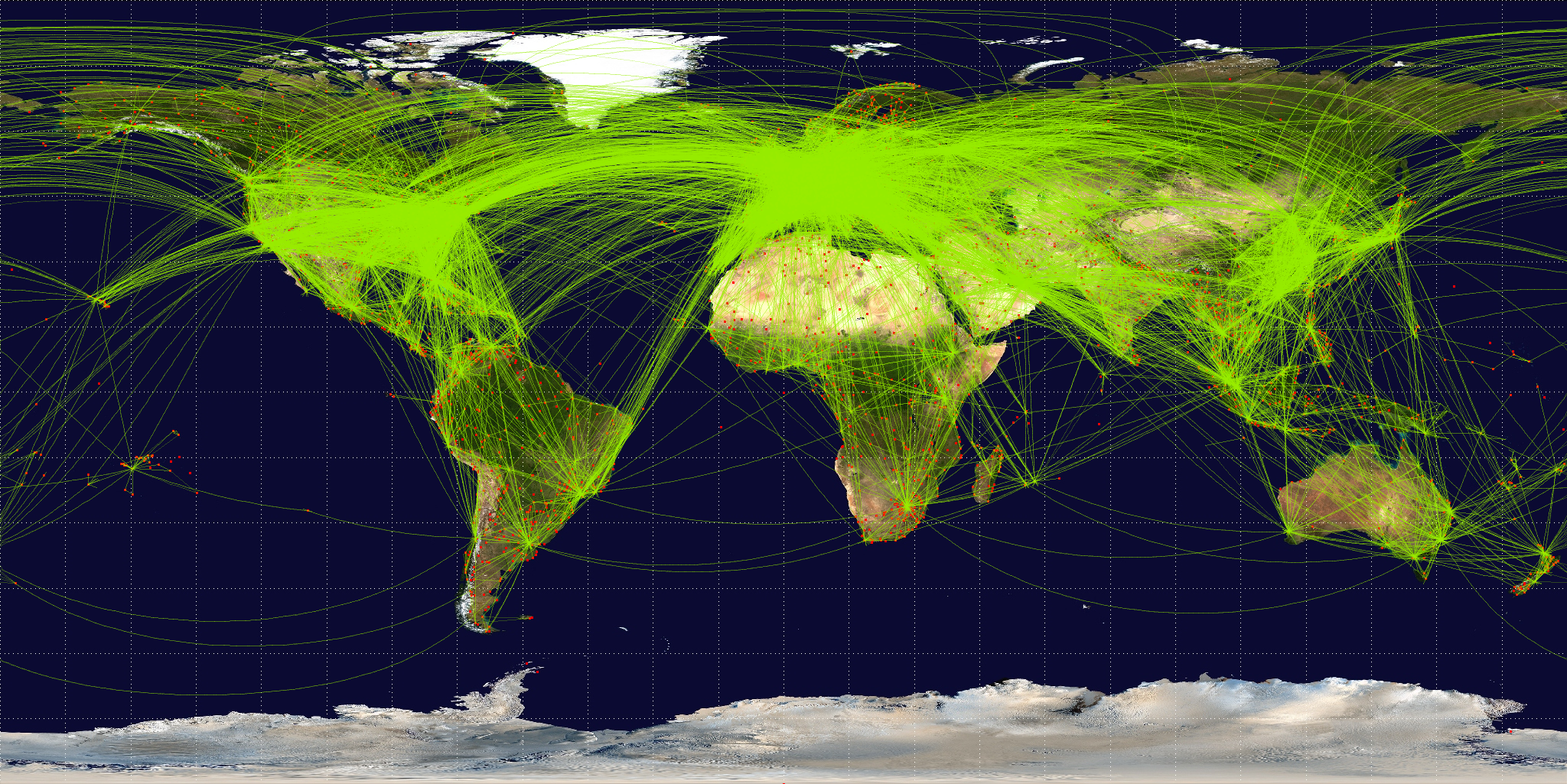
Основные авиационные линии на 2009 год

Гражда́нская авиа́ция (сокр. ГА) — отрасль авиации, используемая в целях обеспечения транспортных потребностей граждан и экономики.
Гражданская авиация России подразделяется на 3 сферы: коммерческие воздушные перевозки, авиационные работы и авиацию общего назначения.

## Общие сведения
Гражданская авиация используется для обеспечения удовлетворения потребностей граждан. К этим потребностям относятся:
- перевозка пассажиров, багажа, грузов и почты;
- выполнение авиационных работ с использованием полётов гражданских воздушных судов в сельском хозяйстве, строительстве, для охраны окружающей среды, оказания медицинской помощи и других целей, перечень которых устанавливается уполномоченным органом в области гражданской авиации;
- оказание медицинской помощи населению и проведение санитарных мероприятий;
- проведение экспериментальных и научно-исследовательских работ;
- проведение учебных, культурно-просветительных и спортивных мероприятий.

Гражданская авиация базируется на гражданских аэродромах. Основная функционально-производственная единица гражданской авиации — аэропорт.
Официальное определение гражданской авиации в Воздушном кодексе Российской Федерации от 19.03.1997 № 60-ФЗ (ред. от 08.06.2020).
Глава III, Статья 21. Гражданская авиация
1. Авиация, используемая в целях обеспечения потребностей граждан и экономики, относится к гражданской авиации.
2. Утратил силу. — Федеральный закон от 21.07.2014 N 253-ФЗ.
3. Гражданская авиация, не используемая для осуществления коммерческих воздушных перевозок и выполнения авиационных работ, относится к авиации общего назначения.

## Статистика пассажирских перевозок
В 2013 году в мире воздушных транспортом было перевезено свыше 755 миллионов зарегистрированных пассажиров.

### Статистика пассажирских перевозок в России
В 2012 году пассажирооборот воздушного транспорта в России превысил пассажирооборот железнодорожного транспорта более чем на 70%, хотя в 2000 году уступал ему более, чем в 2 раза. Наиболее интенсивно развиваются международные авиационные перевозки. Доля воздушных судов зарубежного производства в парке пассажирских самолётов Российской Федерации — России достигла 63%, по магистральным самолётам — 95%. В то же время, в связи с массовым выпуском самолётов Sukhoi Superjet 100 и подготовки к серийному выпуску МС-21, на российских авиалиниях возросло количество гражданских самолётов производства Объединённой авиастроительной корпорации.
Пассажиропоток (количество перевезённых пассажиров) российских авиакомпаний на внутренних воздушных линиях (ВВЛ) в 2000-е годы нарастает практически ежегодно (кроме 2009 года), увеличившись от 13,4 млн пассажиров в 2000 году до 68,8 млн пассажиров в 2018 году, среднегодовой темп восстановительного роста (после кризисного спада 1990-х годов) в 2000—2018 годах составил около 9,5%, в 2014—2018 годах (когда этому способствовали финансируемые из бюджета программы субсидирования) среднегодовые темпы роста, несмотря на воздействие кризиса 2014—2016 годов, удержались на уровне 9,6%, в 2018 году — около 10%.

В 2018 году российскими авиакомпаниями было перевезено свыше 116 млн пассажиров (рост 10,6%), в том числе на международных линиях — более 47 млн (рост 11,5%), на внутренних — порядка 69 млн (рост 10%).
В 2022 году российские авиакомпании перевезли 95 млн пассажиров (снижение на 14%, это на 5 млн человек меньше целевого уровня).
По данным опроса, проведённого ВЦИОМ в феврале 2018 года, 39% опрошенных россиян считают, что российская гражданская авиация сейчас активно развивается, ещё 22% говорят, что изменений нет. При этом, авиационный транспорт всё ещё считают более опасным, чем железнодорожный.